# Travijata
Travijata (Posrnula žena; tal. La traviata) je opera u tri čina Giuseppea Verdija. Libreto je napisao Francesco Maria Piave na temelju drame Alexandre Dumasa mlađeg koju je ovaj sâm priredio prema svojem romanu Dama s kamelijama (1852.). Verdijeva je opera praizvedena 6. ožujka 1853. u opernoj kući La Fenice u Veneciji.
Travijata je intimističko Verdijevo djelo koje se bavi vječnim temama ljubavi, društvenog licemjerja, žrtvovanja i iskupljenja. Ona je i napad na malograđanski mentalitet, govori o licemjernosti društvenih razlika koje razdvajaju visoko društvo od polusvijeta, u konačnici: da je srce važno, da na koncu trijumfira ljubav.

Travijata je vrlo pogodna i za suvremene interpretacije, pa je dio standardnoga opernog repertoara i jedna od najpopularnijih opera uopće.
Uloga Violette je među najzahtjevnijima u sopranskom repertoaru i nema mnogo sopranistica najvišega ranga koje se u određenom razdoblju svoje karijere nisu uhvatile u koštac s glazbenim i glumačkim izazovima te uloge.

## Nastanak
Verdi je 1852. tražio temu za svoju novu operu. U Parizu je pogledao popularnu dramu Dama s kamelijama Alexandre Dumasa mlađeg. U suradnji s libretistom Francescom Maria Piaveom, prionuo je na posao, s namjerom da sklada operu "za svoje doba", sa suvremenom temom, u suvremenim kostimima.
Teme društvene osude, predrasuda i licemjerja su Verdiju tada bile bliske, jer je u Bussetu živio nevjenčano s bivšom sopranisticom Giuseppinom Strepponi, majkom izvanbračne djece, i zbog te veze bio izložen zgražanju i protestima konzervativnih sugrađana. U to doba, Talijani su bili puno manje liberalni od Francuza i Verdi je skandaloznu Margueritu iz Dame s kamelijama (koja se temelji na slavnoj pariškoj kurtizani Marie Duplessis, bivšoj Dumasovoj ljubavnici) pretvorio u plemenitu Violettu.

Međutim, ubrzo je otkrio da uprava operne kuće La Fenice koja je naručila djelo, njegovu ideju suvremenog uprizorenja smatra neprihvatljivom. Radnja se morala cenzurirati premještanjem u prošlost, u vrijeme oko 1700-te. Verdi je također imao loše mišljenje o sopranistici odabranoj za premijeru, 38-godišnjoj Fanny Salvini-Donatelli. Sve ga je to uznemirilo i kada je 21. veljače došao na probe u Veneciju, glasno je dao do znanja da nije zadovoljan.

## Povijest izvedbe
Verdijeve zle slutnje su se obistinile na praizvedbi 6. ožujka 1853. godine. Publika je negodovala i dobacivala pogrde tijekom predstave. Čini se da je glavni razlog bio neadekvatna pjevačka postava; Graziani nije pjevao dobro, a sopranistica Fanny Salvini-Donatelli je bila prekrupna za ulogu Violette.
Nakon premijere, Verdi je napisao pisamce prijatelju Emanueleu Muziu:
"Traviata" sinoć - fijasko. Jesam li kriv ja ili pjevači? Vrijeme će pokazati.
Nakon tog neuspjeha, Verdi je izvršio određene izmjene, ponajviše u II. i III. činu, i kada je opera sljedeći put prikazana, 6. svibnja 1854, s drugim pjevačima, doživjela je veliki uspjeh.
Pohod na svjetske pozornice Travijata počinje premijerom u Beču, 4. svibnja 1855.
Londonska premijera se održala 24. svibnja 1856, američka 3. prosinca 1856. u New Yorku, a francuska u Parizu 6. prosinca 1856. godine.
Popularnost Travijate ne jenjava. Prema statistici s Operabase, samo u 2014. godini Travijata je diljem svijeta izvedena u 146 gradova, 927 puta u 224 različite produkcije, čime je bila najprikazivanija opera 2014. godine.

## Uloge
| Uloga                                                 | Glas        | Uloge na praizvedbi, 6. ožujka 1853. (Dirigent: Gaetano Mares) |
| ----------------------------------------------------- | ----------- | -------------------------------------------------------------- |
| Violetta Valéry, kurtizana                            | sopran      | Fanny Salvini-Donatelli                                        |
| Alfredo Germont, mladi plemić iz provincije           | tenor       | Lodovico Graziani                                              |
| Giorgio Germont, Alfredov otac                        | bariton     | Felice Varesi                                                  |
| Flora Bervoix, Violettina prijateljica                | mezzosopran | Speranza Giuseppini                                            |
| Annina, Violettina služavka                           | sopran      | Carlotta Berini                                                |
| Gastone, Alfredov prijatelj                           | tenor       | Angelo Zuliani                                                 |
| Barun Douphol, Violettin ljubavnik, Alfredov suparnik | bariton     | Francesco Dragone                                              |
| Markiz d'Obigny                                       | bas         | Arnaldo Silvestri                                              |
| Doktor Grenvil                                        | bas         | Andrea Bellini                                                 |
| Giuseppe, Violettin sluga                             | tenor       | Giuseppe Borsato                                               |

## Sadržaj
Mjesto: Pariz i okolica.
Vrijeme: polovica 19. stoljeća.

### Prvi čin
Pariška kurtizana Violetta Valery prima goste na svojoj zabavi kada joj predstavljaju mladog seoskog plemića Alfreda Germonta koji je njezin obožavatelj. Violettin ljubavnik, barun Douphol odbija održati zdravicu, pa Violetta poziva Alfreda da to učini. Alfredo povede cijelu družinu u pjevanju napitnice (Brindisi: Libiamo ne' lieti calici – Popijmo iz vrča sreće). Uzvanici odlaze u prostoriju gdje je servirana večera, a Violetta zaostaje jer joj je pozlilo. Alfredo se vraća i kori je što ne pazi na svoje zdravlje. Izjavljuje joj ljubav, govoreći joj da je obožava već godinu dana, ali kako takva očitovanja za nju nisu ništa novo, ona ga shvaća olako i nudi mu samo prijateljstvo. Ona se poigrava, pozivajući ga da je posjeti kad kamelija koju mu je dala uvene.

Zabava završi i Violetta ostaje sama, razmišlja o svojem životu i shvaća kako nikad nije voljela niti bila zaista voljena (È strano... – Čudno...). Pita se nije li Alfredo onaj pravi (Ah, fors'è lui – Možda je on pravi). Ipak, odagna te misli zaključkom kako je to njena sudbina i pjeva ariju o slobodnom uživanju u životu koji prolazi (Sempre libera - Uvijek slobodna). Uto čuje Alfreda kako joj napolju pjeva serenadu i ponovno pomišlja na ljubav.

### Drugi čin
Tri mjeseca kasnije, Violetta i Alfredo žive zajedno na seoskom imanju izvan Pariza. Zaljubljeni su i sretni. Alfredo pjeva o svojoj sreći (De' miei bollenti spiriti / Il giovanile ardore – Mladenački zanos mojeg ustreptalog duha). Violetta je ostavila život kurtizane iza sebe. Alfredo doznaje od služavke da je Violetta morala prodati svoje kočije i konje jer joj je ponestalo novaca za njihov život na selu. Posramljen što živi na njezin račun, Alfredo smjesta odlazi za Pariz, kako bi riješio stvar. Violetta, zbunjena njegovim naglim odlaskom, čita pismo svoje pariške prijateljice Flore, koja ju poziva na svoju zabavu.

Uto dolazi Giorgio Germont, Alfredov otac. Optužuje Violettu da će uništiti njegovog sina i ugled njihove obitelji. Violetta mu pokazuje da ona izdržava Alfreda i sebe, ali je stari Germont cinično podsjeća kako je zaradila svoj novac. Germont apelira na njenu savjest, govori joj da ne može udati kćer zbog Violettine reputacije (Pura siccome un angelo – Bog nam dade kći, čednu kao anđeo). Violetta ga odbija, objašnjavajući mu da iskreno voli Alfreda, da je prvi puta sretna u životu. Germont shvaća da je Violetta puno bolja osoba nego što je očekivao, ali u ono vrijeme i u tadašnjim društvenim okolnostima, nema niti govora da bi klasno svjesna osoba poput njega mogla promijeniti svoje mišljenje. Naposljetku, iz ljubavi za Alfreda, Violetta se pristaje žrtvovati i moli ga da kćeri kaže za njenu žrtvu (Dite alla giovine sì bella e pura – Reci djevojci, tako lijepoj i čednoj).

U suzama piše oproštajno pismo, kad se Alfredo vraća. Ona ga moli da je ne prestane voljeti (Amami, Alfredo, amami quant'io t'amo – Voli me, Alfredo, voli me koliko ja tebe volim) i bježi za Pariz. Alfredo otkrije Florino pismo i, misleći da ga je Violetta ostavila jer se želi vratiti svom starom životu, priseže na osvetu i gnjevno kreće za Pariz.
Alfredo je na Florinoj zabavi i dobiva na kartama, kad Violetta stiže s barunom Doupholom. Alfredo na kartama osvaja Doupholov novac što ovoga razbjesni. Violetta poziva Alfreda na stranu. On se nada da će se pomiriti, ali Violetta traži da se povuče. Ona strahuje da će ga barun izazvati na dvoboj, ali to ne može reći Alfredu koji eksplodira od ljubomore. On poziva sve goste, pred svima vrijeđa Violettu (Questa donna conoscete? – Poznajete li ovu ženu?) i baca svoj osvojeni novac na nju. Društveni bonton zabranjuje javno vrijeđanje žene, čak i kurtizane, i svi osuđuju Alfreda (Di donne ignobile insultatore, di qua allontanati, ne desti orror! – Gnjusni čovječe što vrijeđaš žene, odlazi, grozimo te se!). Alfredov otac je također stigao. I on se pridružuje prekoravanju svog sina. Cijela družba pjeva (Di sprezzo degno sè stesso rende chi pur nell'ira la donna offende. – Muškarac koji uvrijedi ženu, čak i u srdžbi, zaslužuje samo prijezir). Otac odvodi Alfreda.

### Treći čin
Violetta leži u skromnoj sobici. Smrtno je bolesna. Dr. Grenvil govori Annini da se Violettina sušica pogoršala. Violetta u postelji čita pismo starog Germonta koji je informira da je Alfredo ranio baruna Douphola u dvoboju i napustio zemlju, ali da će se vratiti i posjetiti je. Violetta zna da će biti prekasno (Addio, del passato bei sogni ridenti – Zbogom, dragi, sretni snovi moje prošlosti). Napolju se održavaju poklade i do Violette kroz prozor dopiru veseli zvuci.

Ulazi Annina i objavljuje da je stigao Alfredo. Grle se, Alfredo joj govori da će je odvesti iz Pariza nekamo gdje će ozdraviti, pa će zajedno početi novi život (Parigi, o cara, noi lasceremo – Napustit ćemo Pariz, ljubavi moja). Uzbuđena, Violetta mu obećava da će se oporaviti, ali zna da je prekasno (Gran Dio!... morir sì giovine – Bože dragi!... umrijeti tako mlad) Dolazi i stari Germont i kaje se za ono što je učinio. Iznenada, Violetta se ozari, više ne osjeća bol i neugodu. Pjeva: Oh, gioia! (O, sreće!) – misli li ona da ozdravlja ili već vidi "drugi svijet" ostaje nepoznanica – i pada mrtva.

## Zapažene izvedbe
- Milano, La Scala, 28. svibnja 1955. Dirigent: Carlo Maria Giulini, uloge: Maria Callas, Giuseppe Di Stefano, Ettore Bastianini
- London, Royal Opera House Covent Garden, 1994. Dirigent: Georg Solti, uloge: Angela Gheorghiu, Frank Lopardo, Leo Nucci
- London, Royal Opera House, 14. siječnja 2008. Dirigent: Maurizio Benini, uloge: Anna Netrebko, Jonas Kaufmann, Dmitri Hvorostovsky

## Diskografija
Diskografija Travijate je vrlo bogata. Ovo što slijedi je samo dio postojećih izdanja. Na internetu postoje i detaljni popisi.

### Audio snimke
| Godina | Glavne uloge (Violetta, Alfredo, Germont)             | Dirigent, kazalište i orkestar                                                             | Izdavač                                                 |
| ------ | ----------------------------------------------------- | ------------------------------------------------------------------------------------------ | ------------------------------------------------------- |
| 1953.  | Maria Callas, Francesco Albanese, Ugo Savarese        | Gabriele Santini, Radio Symphony Orchestra Turin, Coro Cetra                               | Warner Classics Cat: 698772; Andromeda Cat: ANR 2504/05 |
| 1955.  | Licia Albanese, Giacinto Prandelli, Ettore Bastianini | Alberto Erede, orkestar i zbor opere Metropolitan (uživo u Metu, 1. siječnja 1955.)        | Walhall Cat: WLCD0284                                   |
| 1955.  | Maria Callas, Giuseppe Di Stefano, Ettore Bastianini  | Carlo Maria Giulini, orkestar i zbor La Scale, Milano (uživo, La Scala, 28. svibnja 1955.) | EMI Classics Cat: 66450                                 |
| 1955.  | Antonietta Stella, Giuseppe Di Stefano, Tito Gobbi    | Tullio Serafin, orkestar i zbor La Scale, Milano                                           | Naxos Historical Cat: 8.111272-3                        |
| 1958.  | Maria Callas, Alfredo Kraus, Mario Sereni             | Franco Ghione, orkestar i zbor Teatra Nacional de São Carlos, Lisabon (uživo, 27. ožujka)  | EMI Classics Cat: 56330                                 |
| 1960.  | Anna Moffo, Richard Tucker, Robert Merrill            | Fernando Previtali, orkestar i zbor rimskoga Teatro dell'Opera                             | RCA Victor Cat: 68885                                   |
| 1971.  | Beverly Sills, Nicolai Gedda, Rolando Panerai         | Aldo Ceccato, Royal Philharmonic Orchestra, John Alldis Choir                              | EMI Classics Cat: 69827                                 |
| 1973.  | Mirella Freni, Franco Bonisolli, Sesto Bruscantini    | Lamberto Gardelli, Staatskapelle Berlin, zbor Berlinske državne opere                      | ARTS Cat: 43031-2                                       |
| 1976.  | Ileana Cotrubaş, Plácido Domingo, Sherrill Milnes     | Carlos Kleiber, orkestar i zbor Bavarske državne opere                                     | Deutsche Grammophon Cat: 415132                         |
| 1979.  | Joan Sutherland, Luciano Pavarotti, Matteo Manuguerra | Richard Bonynge, National Philharmonic Orchestra, London Opera Chorus                      | Decca Cat: 430491                                       |
| 1980.  | Renata Scotto, Alfredo Kraus, Renato Bruson           | Riccardo Muti, Philharmonia Orchestra, Ambrozijski operni zbor                             | EMI Classics Cat: 47538                                 |
| 1992.  | Kiri Te Kanawa, Alfredo Kraus, Dmitri Hvorostovsky    | Zubin Mehta, orkestar i zbor festivala Maggio Musicale Fiorentino                          | Philips Cat: 438238                                     |
| 1994.  | Angela Gheorghiu, Frank Lopardo, Leo Nucci            | Georg Solti, zbor i orkestar Royal Opera House, Covent Garden                              | Decca Cat: 448119                                       |
| 2004.  | Renée Fleming, Ramón Vargas, Dmitri Hvorostovsky      | Valerij Gergijev, zbor i orkestar opere Metropolitan                                       | može se naći na Rhapsody                                |
| 2005.  | Anna Netrebko, Rolando Villazón, Thomas Hampson       | Carlo Rizzi, Bečki filharmoničari i zbor Bečke državne opere (uživo)                       | Deutsche Grammophon Cat: 52902                          |

### Video snimke
| Godina | Uloge (Violetta, Alfredo, Germont)                 | Dirigent, kazalište i orkestar                                                                                                  | Izdavač                                                   |
| ------ | -------------------------------------------------- | --- | --------------------------------------------------------- |
| 1968.  | Anna Moffo, Franco Bonisolli, Gino Bechi           | Giuseppe Patanè, Teatro dell'Opera di Roma (Redatelj: Mario Lanfranchi)                                                         | DVD: Video Artists International, Cat: VAI 4223           |
| 1994.  | Angela Gheorghiu, Frank Lopardo, Leo Nucci         | Georg Solti, Royal Opera House (uživo)                                                                                          | DVD: Decca Cat: 071 431-9                                 |
| 2004.  | Patrizia Ciofi, Roberto Saccà, Dmitri Hvorostovsky | Lorin Maazel, Gran Teatro La Fenice (uživo u La Fenice, 18. studenog)                                                           | DVD: TDK Cat: DV-OPLTLF                                   |
| 2005.  | Anna Netrebko, Rolando Villazón, Thomas Hampson    | Carlo Rizzi, Salzburg Festival, Bečki filharmoničari i zbor Bečke državne opere (uživo sa salzburškog festivala)                | DVD: Deutsche Grammophon, Cat: 073 4189 Blu-ray: 073 4525 |
| 2007.  | Angela Gheorghiu, Ramón Vargas, Roberto Frontali   | Lorin Maazel, Teatro alla Scala (uživo u La Scala)                                                                              | DVD:Arthaus Musik Cat:101343                              |
| 2009.  | Renée Fleming, Joseph Calleja, Thomas Hampson      | Antonio Pappano, The Royal Opera (uživo u Covent Gardenu)                                                                       | DVD:Arthaus Musik Cat:OABD7076D                           |
| 2011.  | Natalie Dessay, Charles Castronovo, Ludovic Tezier | Louis Langrée, Londonski simfonijski orkestar i komorni zbor Estonske filharmonije (uživo na festivalu Aix-en-Provence, srpanj) | DVD: Virgin Classics DVD: 5099973079897                   |

## Film
- Filmska verzija opere iz 1967, s Annom Moffo u ulozi Violette, Francom Bonisollijem kao Alfredom, Ginom Bechijem kao Giorgijem Germontom. Zbor i orkestar Teatro dell'Opera di Roma, dirigent Giuseppe Patanè. Režirao Mario Lanfranchi. Dostupan na DVD-u.[7]
- La Traviata, 1983, Teresa Stratas kao Violetta, Plácido Domingo kao Alfredo, Cornell MacNeil kao Giorgio Germont. Režirao Franco Zeffirelli.[8]
- Becoming Traviata, dokumentarni film iz 2012. o dugim probama za produkciju u režiji Jean-François Sivadiera na festivalu Aix-en-Provence. Natalie Dessay i Charles Castronovo u glavim ulogama.[9]

## Travijatau Hrvatskoj

### Premijere uHNK Osijek
Ova teatrografija temeljena je na statistici vođenoj u Arhivu HNK, premda ima osnova dvojbi o karakteru premijera, osobito onih koje potpisuju ista imena (dirigenta i redatelja).
| Datum premijere                          | Dirigent                                  | Redatelj            |
| ---------------------------------------- | ----------------------------------------- | ------------------- |
| 22. veljače 1913.                        | Stjepan Paulsen                           | Dragutin Vuković    |
| 13. rujna 1913. (gostovanje u Varaždinu) | Andro Mitrović                            | Dragutin Vuković    |
| 22. rujna 1917.                          | Mirko Polić Lav Fritz                     | Dragutin Vuković    |
| 19. listopada 1920.                      | Makso Unger                               | Dragutin Vuković    |
| 26. prosinca 1921.                       | Makso Unger                               | Vasilij Sevastianov |
| 16. rujna 1922.                          | Lav Mirski                                | Dragutin Vuković    |
| 27. rujna 1923.                          | Lav Mirski                                | A. V. Beck          |
| 5. rujna 1924.                           | Lav Mirski                                | Dušan Mitrović      |
| 25. studenoga 1939.                      | Lav Mirski                                | Đuka Trbuhović      |
| 8. siječnja 1944.                        | Rade Ivelio                               | Đuka Trbuhović      |
| 17. studenoga 1945.                      | Ino Perišić                               | Đuka Trbuhović      |
| 9. lipnja 1949.                          | Dragutin Savin Vladimir Kobler Lav Mirski | Ivan Marton         |
| 20. ožujka 1957.                         | Vladimir Kobler                           | Nada Murat          |
| 11. studenoga 1961.                      | Željko Miler                              | Nada Murat          |
| 7. svibnja 1967.                         | Željko Miler                              | Nada Murat          |
| 2. listopada 1975.                       | Antun Petrušić                            | Nada Murat          |
| 15. veljače 1979.                        | Antun Petrušić                            | Nada Murat          |
| 21. lipnja 1986.                         | Željko Miler                              | Nada Murat          |
| 13. lipnja 1996.                         | Peter Oschanitzky                         | Krunoslav Cigoj     |
| 9. studenoga 2007.                       | Loris Voltolini Peter Oschanitzky         | Ivan Leo Lemo       |

### Premijere uHNK Ivana pl. Zajca
| Datum premijere     | Dirigent                | Redatelj             | Izvođač | Uloga |
| ------------------- | ----------------------- | -------------------- | --- | --- |
| 22. studenoga 1947. | A. Petterin             | R. Moresco           | Štefanija Lenković Olga Kocijančić Vera Kosijer Gino Bonelli Enzo Serini Stjepan Brkljačić Franjo Godec Bruno Cioni Datne Sciaqui Giuseppe Capello Franjo Gržetić Giuseppe Gostizza | Violetta Flora Annina Alfredo Giorgio Germont Gastone Barun Douphol Markiz D'Obigny Dr. Grenvil Giuseppe Komisionar sluga kod Flore |
| 3. travnja 1952.    | A. Petterin, S. Šimunić | R. Moresco, A. Koren | Štefanija Lenković Nevenka Tomašić Ljubica Hamar Josip Šutej Branko Medanić Josip Mateljan Franjo Godec Giuseppe Gostizza Datne Sciaqui Antun Šakić - Ivan Brdar | Violetta Flora Annina Alfredo Giorgio Germont Gastone Barun Douphol Markiz D'Obigny Dr. Grenvil Giuseppe Komisionar sluga kod Flore |
| 22. travnja 1969.   | Davorin Hauptfeld       | Dinko Svoboda        | Zorka Wolf/Darinka Šegota Žiger Ana Reić Augusta Legradić Gino Bonelli/Viktor Bušljeta Marino Sviligoi Branko Žiger Drago Duić - Franjo Godec Mario Blažić Alija Puhovac Miroslav Kačić | Violetta Flora Annina Alfredo Giorgio Germont Gastone Barun Douphol Markiz D'Obigny Dr. Grenvil Giuseppe Komisionar sluga kod Flore |
| 27. listopada 1978. | Davorin Hauptfeld       | Dinko Svoboda        | Mirjana Bohanec Ana Karlović Mirjana Bušljeta Viktor Bušljeta Ferruccio Manzin Mario Blažić Franjo Godec Marino Sfiligoi Dino Lupi Ivan Kumbatović Alija Puhovac Darko Deković | Violetta Flora Annina Alfredo Giorgio Germont Gastone Barun Douphol Markiz D'Obigny Dr. Grenvil Giuseppe Komisionar sluga kod Flore |
| 23. listopada 1986. | Davorin Hauptfeld       | Norman Dixon         | Mirella Toić Kristina Beck Kukavčić Nives Štemberga Voljen Grbac Mirko Čagljević Antonio Mozina Alija Puhovac Erol Mlakar Ivan Lovrić Caparin Ivan Kumbatović Alija Puhovac Darko Deković | Violetta Flora Annina Alfredo Giorgio Germont Gastone Barun Douphol Markiz D'Obigny Dr. Grenvil Giuseppe Komisionar sluga kod Flore |
| 12. studenoga 1993. | Miroslav Homen          | Lary Zappia          | Mirella Toić/Olga Šober Anđelka Rušin Tomljanović/Branka Sekulić/Ana Karlović Vedrana Perčić/Loredana Raimund Ante Ivić/Cvetan Stojanovski/Voljen Grbac Feruccio Manzin/Mirko Čagljević Voljen Grbac/Ivan Kumbatović Alija Puhovac Erol Mlakar Dinko Prašelj Ivan Kumbatović Alija Puhovac Boris Vičević | Violetta Flora Annina Alfredo Giorgio Germont Gastone Barun Douphol Markiz D'Obigny Dr. Grenvil Giuseppe Komisionar sluga kod Flore |
| 26. listopada 1998. | Nada Matošević          | Aldo Masella         | Olga Šober/Eunok Kim Anđelka Rušin/Svetlana Novikova Vedrana Perčić/Mayumi Kamei Voljen Grbac/Sergey Kisselev Valentin Enčev/Paolo Rumetz/Mirko Čagljević/Robert Kolar Antonio Mozina Boris P. Stenzel Erol Mlakar Slavko Sekulić -                                                                      | Violetta Flora Annina Alfredo Giorgio Germont Gastone Barun Douphol Markiz D'Obigny Dr. Grenvil Giuseppe Komisionar sluga kod Flore |
| 12. ožujka 2009.    | Nikša Bareza            | Janusz Kica          | Margareta Klobučar/Olga Kaminska/Olga Šober Kristina Kolar/Anđelka Rušin Vanja Zelčić Davor Lešić/Sergej Kiselev Vitomir Marof/Robert Kolar Marko Fortunato Saša Matovina Dario Bercich Siniša Štork Martin Marić Darko Matijašević Siniša Oreščanin                                                     | Violetta Flora Annina Alfredo Giorgio Germont Gastone Barun Douphol Markiz D'Obigny Dr. Grenvil Giuseppe Komisionar sluga kod Flore |
| 20. travnja 2015.   | Tibor Boganyi           | Janusz Kica          | Urška Arlič Gololičič Ivanica Vunić Ana Majdak/Katarina Toplek Aljaž Farasin Robert Kolar Marko Fortunato Saša Matovina Dario Bercich Siniša Štork Davor Lešić Darko Matijašević Siniša Oreščanin | Violetta Flora Annina Alfredo Giorgio Germont Gastone Barun Douphol Markiz D'Obigny Dr. Grenvil Giuseppe Komisionar sluga kod Flore |

## Vanjske poveznice

### Sestrinski projekti
|  | Zajednički poslužitelj ima još gradiva o temi Travijata |

### Mrežna sjedišta
- Operabase
- Klavirski izvadak na Indiana University School of Music, javno vlasništvo (skenirano iz izdanja iz 1899.)
- Partitura opere na Indiana University School of Music, javno vlasništvo (skenirano iz starog izdanja)
- Opera Folio: libreto na više jezika
- La traviata u bazi opernih arija
- La traviata diskografija
- La Traviata: Callas? Cotrubas? Netrebko?  Arhivirana inačica izvorne stranice od 30. listopada 2014. (Wayback Machine) (njem.)